# Droga wojewódzka nr 639
Droga wojewódzka nr 639 (DW639) – droga wojewódzka prowadząca z Łomnej-Lasu do Skierd, o długości 3,6 km. Droga biegnie w całości na terenie powiatu nowodworskiego w gminie Czosnów i  powiatu legionowskiego, w gminie Jabłonna. Rzeka Wisła dzieli drogę (brak przeprawy) na dwa niepołączone odcinki.
Droga na całej długości pozbawiona została kategorii drogi wojewódzkiej na mocy uchwały 116/20 Sejmiku Województwa Mazowieckiego z 8 września 2020 roku.
Jednakże na stronach MZDW, w aktualnym wykazie dróg (1.01.2024 r.) ta droga wciąż widnieje

## Miejscowości leżące przy trasie DW639
- Łomna-Las
- Czosnów